# 滋賀県立日野高等学校
滋賀県立日野高等学校（しがけんりつひのこうとうがっこう）は、滋賀県蒲生郡日野町に所在する公立の高等学校。
蒲生郡の伝統校である。文部科学省から特別支援教育に関する研究開発学校指定を受けているが、同校ではこれを「誰でもわかりやすい授業、教育を展開すること」と定義している。

## 学科
かつては普通科と商業科からなっていたが、創立100周年を機に、2004年度（平成16年度）入学生より総合学科設置に転換した。現在、生徒は1年次後期より進路希望に沿って、学科内に用意された4系列のうち1つを選択して学習することになっている。
- 総合学科
  - ビジネス系列
  - マルチメディア系列
  - ヒューマン系列
  - アカデミック系列

## 沿革
- 1905年（明治38年） - 日野町立日野裁縫学校として設立。
- 1922年（大正11年） - 滋賀県立日野高等女学校が開校。
- 1929年（昭和4年）10月25日 - 朝香宮鳩彦王が御成。授業を視察、記念樹を手植えた[2]。
- 1948年（昭和23年） - 学制改革により滋賀県立日野高等学校に改組。
- 1961年（昭和36年） - 商業科設置。
- 2004年（平成16年） - 総合学科を新設。

## 著名な卒業生
- 新海真美 - レスリング選手。2008年世界選手権女子67kg級銀メダリスト。
- 清水博之 - レスリング選手。
- 麻原将平 - 空手家、キックボクサー。